# Czafik Béla
Czafik Béla (Mezőkomárom, 1937. szeptember 23. – 2005. november 17.) olimpikon, magyar válogatott röplabdázó.
1949-ben kezdett röplabdázni a Postás színeiben, majd 1954-től 1962-ig a MÁV Vasanyagjavító SE játékosa volt. 1957-ben szerepelt először a válogatottban. 1962-ben a Bp. Honvédhoz igazolt. Ugyanebben az évben a világbajnokságon hetedik helyezést ért el. Az 1963-as férfi röplabda-Európa-bajnokságon ezüstérmet szerzett. Tagja volt az 1964-es olimpián olimpiai hatodik helyezést elért válogatottnak. Az 1966-os férfi röplabda-világbajnokságon tizedik volt. 1967-ig a válogatottban 118 alkalommal szerepelt. Játékos pályafutását 1969-ben fejezte be. Négyszeres magyar bajnok.
1970-től edzőként tevékenykedett az MTK, a BVSC, a Harisnyagyár és a Hajógyár csapatainál.